# Dataprev
A Empresa de Tecnologia e Informações da Previdência (Dataprev) é uma empresa pública brasileira, vinculada ao Ministério da Gestão e Inovação em Serviços Públicos (MGI). É responsável pela gestão da Base de Dados Sociais Brasileira, especialmente a do Instituto Nacional do Seguro Social (INSS).
A empresa foi criada em 1974 por força da Lei 6.125/74, que autorizou o poder executivo a constituí-la.
Sua administração central está localizada no Distrito Federal e até 8 de janeiro de 2020 possuía unidades em todos os estados da federação, nesta data houve uma redução de sua estrutura, com a extinção de cerca de 500 postos de trabalho (14% do quadro) e o fechamento de 20 filiais estaduais. Permanecendo apenas os três centros de processamento de dados nas cidades de Brasília, São Paulo e Rio de Janeiro e as cinco 5 unidades de desenvolvimento de software nas cidades de Florianópolis, Rio de Janeiro, Fortaleza, João Pessoa e Natal.

## História
Em 1938, José Gomes de Pinho Neves, que viria a fundar e presidir a Dataprev, instalou no Instituto de Aposentadorias e Pensões dos Industriários (IAPI), o maior equipamento de processamento de dados do país, utilizando cartões Hollerith (perfurados) para definir sistematicamente a concessão e manutenção de benefícios.
Em 4 de novembro de 1974, através da Lei nº. 6.125, durante o Governo Ernesto Geisel, foi criada a Empresa de Processamento de Dados da Previdência Social, oriunda da fusão dos Centros de Processamento de Dados dos institutos de previdência existentes até 1964. Posteriormente a sua razão social foi alterada para Empresa de Tecnologia e Informações da Previdência Social, sendo novamente alterada pela 14ª Assembleia Geral Ordinária (AGO) realizada em 27 de outubro de 2020, para Empresa de Tecnologia e Informações da Previdência.
Já em 1975, o contrato entre o INPS e a Burroughs Eletrônica foi transferido para a Dataprev, que passou a gerir o parque de computadores instalados no Rio de Janeiro e em São Paulo.
Em 1989, foi realizado o primeiro concurso público da Dataprev, atendendo a exigência da Constituição de 1988. Em 1991, foi implantado no Distrito Federal o Prisma, sistema responsável pelas funcionalidades dos benefícios nas Agências da Previdência Social (APS).
No ano de 2006, foi lançada a Central de Atendimento 135 do INSS, terminando com filas nas APSs. Foram criadas as Unidades de Desenvolvimento de Software (UDs) em João Pessoa (UDPB), Fortaleza (UDCE), Florianópolis (UDSC) e Rio de Janeiro (UDRJ). Já em 2011 a capacidade de armazenamento dos centros de processamento atingiu 1 Petabyte.
Em 2013, foi concluída a migração para plataforma baixa dos dados da Receita Federal e da Procuradoria-Geral da Fazenda Nacional (PGFN), envolvendo dez grandes bancos de dados, 8,5 bilhões de registros, 12 grandes aplicações, e a conversão de 3,4 milhões de linhas de código escritas em Cobol para Java. Também foi inaugurada a Unidade de Desenvolvimento do Rio Grande do Norte, em Natal.
A Serpro e a Dataprev foram incluídas no PND (Programa Nacional de Desestatização), em janeiro de 2020. O Ministério Público Federal, no entanto, emitiu nota à época declarando que a privatização da Serpro contraria a LGPD (Lei Geral de Proteção de Dados Pessoais) e ameaça a segurança nacional, em razão que de seus bancos de dados passariam a ser geridos de forma terceirizada.

## Características
A Dataprev é uma empresa pública vinculada ao Ministério da Gestão e Inovação em Serviços Públicos (MGI), possuindo personalidade jurídica de direito privado, patrimônio próprio e autonomia administrativa e financeira. O capital social é distribuído entre a União, com 51% e o Instituto Nacional do Seguro Social (INSS), com 49%.
Os principais serviços prestados pela Dataprev atualmente são inteligência de negócio, operação e suporte, desenvolvimento, hosting e nuvem, hospedagem de portais, consultoria, dados abertos, correio eletrônico e solução de PPM.

## Estrutura
A empresa possui três data centers, localizados nas cidades do Rio de Janeiro, São Paulo e Brasília.
A estrutura da empresa contempla ainda cinco unidades de desenvolvimento, localizadas nas cidades de Fortaleza, João Pessoa, Natal, Rio de Janeiro e Florianópolis.

### Data centers
A empresa conta com 3 data centers
- Data Center de Brasília - DCDF (com 257 m²);
- Data Center do Rio de Janeiro - DCRJ (com 1028 m²);
- Data Center de São Paulo - DCSP (com 384 m²).

Capacidade de processamento:
- RISC: 58 Tflops/s;
- X86: 1.028 Tflops/s;
- Mainframe: 154.305 RPM;

Capacidade de armazenamento: +10 Petabytes.

## Principais clientes
- Ministério da Economia
- Ministério da Cidadania
- Agência Nacional de Transportes Terrestres (ANTT)
- Agência Espacial Brasileira (AEB)
- Instituto Nacional do Seguro Social (INSS)
- Secretaria da Receita Federal do Brasil (RFB)
- Procuradoria-Geral da Fazenda Nacional (PGFN)
- Previdência Social
- Superintendência Nacional de Previdência Complementar (Previc)
- Câmara Interbancária de Pagamentos (CIP)
- Prefeitura Municipal de São Paulo
- Instituições financeiras (públicas e privadas)[8]